# Thomas Charles John Bain

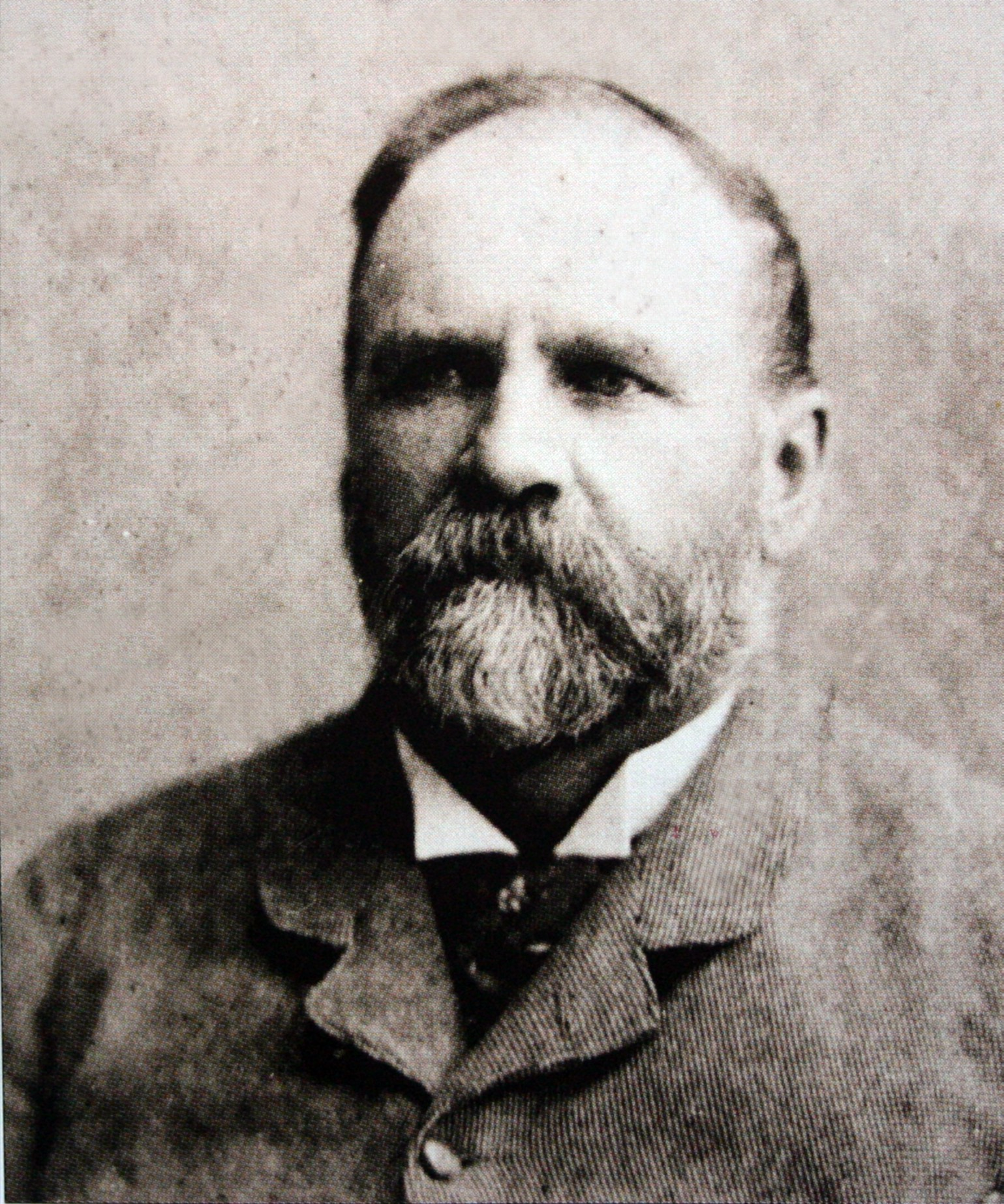
Thomas Charles John Bain

Thomas Charles John Bain (* 29. September 1830 in Graaf-Reinet, Südafrika; † 29. September 1893 in Kapstadt) war ein südafrikanischer Straßenbauingenieur.

## Leben
Thomas Charles John Bain wurde in Graaf-Reinet als Sohn des Geologen und Straßenbauingenieurs Andrew Geddes Bain und der Maria Elizabeth von Backstrom geboren. Mit 17 Jahren begann er beim Bau von Michell’s Pass als Assistent seines Vaters eine sechsjährige Ausbildung zum Straßenbauingenieur, die er 1854 mit dem Examen erfolgreich beendete. Im gleichen Jahr heiratete er Johanna de Smit, mit der er später dreizehn Kinder hatte.
In der zweiten Hälfte des 19. Jahrhunderts baute Thomas Charles John Bain 24 Bergstraßen und Pässe. Vielfach arbeitete er auch an mehreren Projekten gleichzeitig.
Thomas Charles John Bain verstarb 1893 in Kapstadt.

## Bauprojekte
- 1854–1858: Meiringspoort (benannt nach dem lokalen Farmer Petrus Johannes Meiring), Länge: 16 km
- 1857–1858: Grey’s Pass nahe Citrusdal (benannt nach Sir George Edward Grey), Länge: 11 km
- 1859–1860: Tulbagh Kloof (benannt nach der Stadt Tulbagh), Länge: 5 km
- 1859–1862: Seweweekspoort von Laingsburg über die Swartberge (vermutlich nach dem Prediger Louis Zerwick benannt), Länge: 17 km
- 1863–1867: Prince Alfred Pass von Knysna nach Uniondale (benannt nach Prinz Alfred von Sachsen-Coburg und Gotha), Länge: 70 km
- 1867–1883: Seven Passes Road von George nach Knysna, endet im Homtini Pass (benannt nach der Anzahl an Pässen auf der Strecke), Länge: 75 km
- 1867–1869: Robinson Pass von Oudtshoorn nach Mossel Bay (benannt nach Murrell Robinson)
- 1869–1873: Tradouw Pass nahe Barrydale, Länge: 13 km
- 1873–1877: Garcia Pass von Riversdale nach Ladismith (benannt nach Maurice Garcia), Länge: 18 km
- 1875–1877: Pakhuis Pass von Clanwilliam nach Calvinia (benannt nach den Pakhuisbergen, einem Teil der Krakadouw-Berge)
- 1875–1877: Koo Pass oder auch Burger’s Pass nahe Montagu (benannt nach Koodoosberg)
- –1877: Verlaten Kloof Pass von Sutherland nach Matjiesfontein
- 1873: Cogmans, Kogmans oder Kockemans Kloof von Ashton nach Montagu (benannt nach einem Khoikhoi-Stamm), Länge: 5 km
- 1880–1888: Swartberg Pass von Oudtshoorn nach Prince Albert, Länge: 24 km
- 1880–1890: Baviaanskloof von Willowmore nach Patensie, Länge: 3 km
- Bloukrans Pass nahe Nature’s Valley
- Grootrivier Pass in Nature’s Valley
- Storms River Pass auf der Garden Route